# Willy Burgdorfer
Willy Burgdorfer (Bâle, Suisse, 27 juin 1925, 17 novembre 2014) est un entomologiste et bactériologiste américain, ayant découvert le germe responsable de la maladie de Lyme et qui a été nommé Borrelia burgdorferi en son honneur.

## Biographie
Il fait ses études à l'université de Bâle avant de rejoindre les Montagnes Rocheuses aux États-Unis et son laboratoire de parasitologie et de maladies infectieuses, où il se spécialise dans les maladies à tiques.
Il découvre et publie la découverte du germe responsable de la maladie de Lyme en 1982 dans la revue Science.